# ایمکه گلاش
ایمکه گلاش (به انگلیسی: Imke Glas) ژیمناست زادهٔ ۳۰ اوت ۱۹۹۴ میلادی اهل کشور هلند است.